# 1115 (عدد)
 1115 هو عدد صحيح، يلي العدد 1113 ويسبق العدد 1114.

## في الرياضيات

### خصائص
- عدد طبيعي.[3]
- عدد فردي.[4][5]

- عدد موجب،[6] السالب منه هو - 1115.[7]

## في التاريخ
- 1115 هـ هي سنة في التقويم الهجري.
- هي سنة  1115 م في التقويم الميلادي.

## وصلات خارجية
الأعداد الصاتمة، ديوان اللغة العربية.